# Боведа (Луго)
Боведа (гал. Bóveda, ісп. Bóveda) — муніципалітет в Іспанії, у складі автономної спільноти Галісія, у провінції Луго. Населення — 1669 осіб (2009).
Муніципалітет розташований на відстані близько 400 км на північний захід від Мадрида, 44 км на південь від Луго.
Муніципалітет складається з таких паррокій: Боведа, Фрейтуше, Гунтін, Мартін, Мостейро, Ремесар, Рібас-Пекенас, Рубіан, Сан-Фіс-де-Рубіан, Тейлан, Туїміль, Вер, Вілальпапе, Віларбушан.

## Демографія
Динаміка населення (INE ):

## Галерея зображень

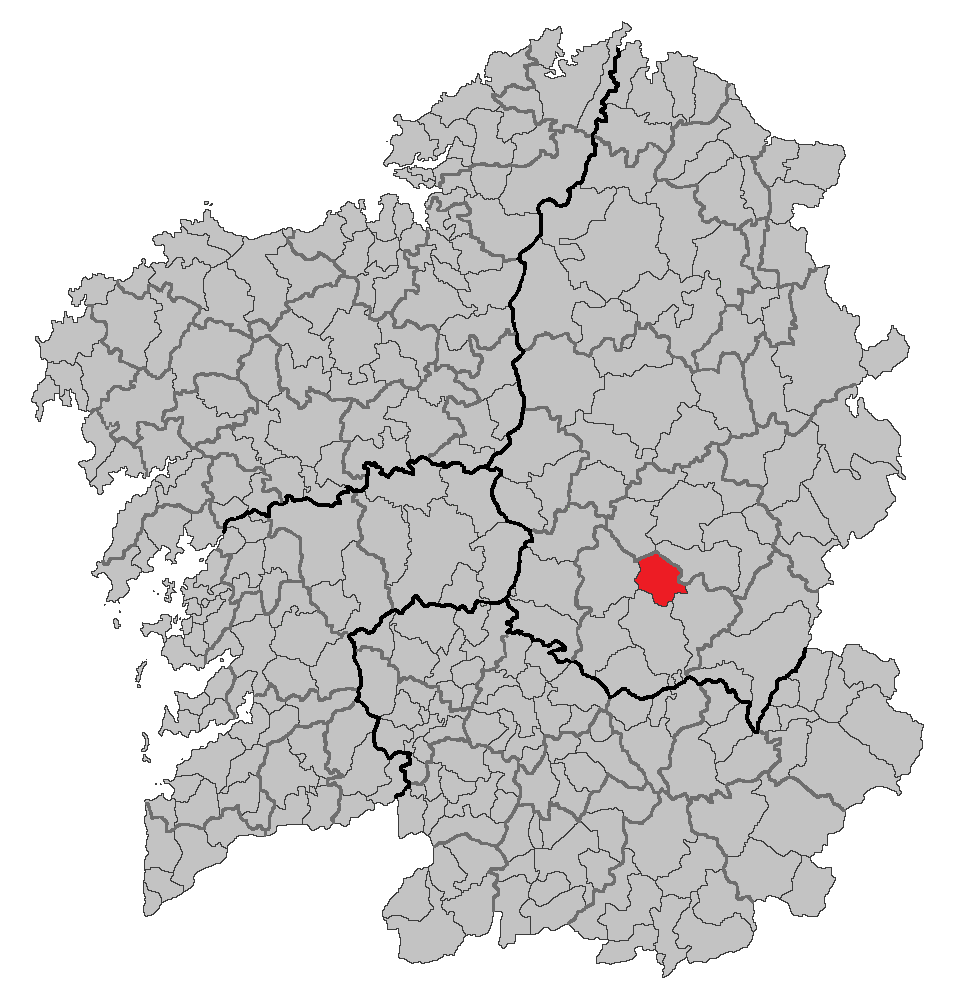
Розташування муніципалітету

## Парафії
Муніципалітет складається з таких парафій: 

## Релігія
Боведа входить до складу Лугоської діоцезії Католицької церкви.